# 伊塞克-阿塔河
42°58′22″N 74°54′10″E / 42.97278°N 74.90278°E

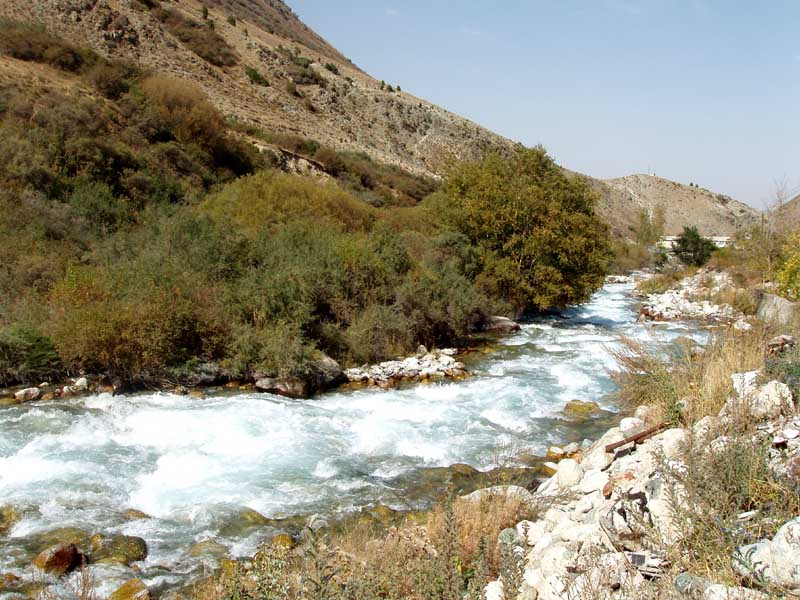

伊塞克-阿塔河是吉爾吉斯斯坦的河流，位於該國北部楚河州，流經伊塞克阿塔區，屬於楚河的左支流，河道全長81公里，流域面積558平方公里。